# Syzygium onivense
Syzygium onivense är en myrtenväxtart som först beskrevs av Joseph Marie Henry Alfred Perrier de la Bâthie, och fick sitt nu gällande namn av Jean-Noël Labat och Jacob Wilhelm Schatz. Syzygium onivense ingår i släktet Syzygium och familjen myrtenväxter. Inga underarter finns listade i Catalogue of Life.